# Astrahanski kanat
Astrahanski kanat (mongolsko Хажитархан ханлыгы, tatarsko  Xacitarxan xanlığı) je bila turška država, ki je nastala po razpadu Zlate horde sredi 15. stoletja. Njeno ozemlje je obsegalo okolico delte Volge okrog sedanjega mesta  Astrahan. Njeni kani so bili moški potomci  Tukaj Timurja,  trinajstega sina Džingiskanovega sina Džočija. 
Kanat je v 1460. letih ustanovil Mahmud Astrahanski. Njegova prestolnica je bilo mesto Hadžitarhan, v ruskih kronikah  znan kot Astrahan. Njegovo ozemlje je obsegalo dolino spodnje Volge in delto Volge, se pravi večino sedanje Astrahanske oblasti, in stepe na desnem bregu Volge, ki zdaj spadajo v Kalmikijo. Na jugovzhodu je kanat mejil na Kaspijsko jezero, na zahodu pa na Krimski kanat. 

## Obdobje pred kanatom
Pred ustanovitvijo kanata so delto Volge od 6. stoletja naseljevala različna turška plemena, med njimi tudi  Hazari. Po invaziji Mongolov z vzhoda in delitvi njihovega imperija je ozemlje prišlo pod oblast Zlate horde. Po razpadu Zlate horde v državljanski vojni je Kasim I. okrog leta 1466 ustanovil Astrahanski kanat. Položaj ob izlivu Volge je kanatu omogočal nadzor nad pomembnimi trgovskimi potmi in kopičenje bogastva  in zato privlačil bližnje države in nomadska plemena. Krimski kan Mengli I. Geraj, ki je opustošil prestolnico Velike horde Saraj Al Džadid, je naredil veliko škode tudi v Astrahanskem kanatu.   

## Prebivalstvo in družba
Večino prebivalstva v Astrahanskem kanatu so predstavljali Astrahanski Tatari in Nogajci. Tgovci so trgovali z Moskvo, Kazanom, Krimom, Centralno Azijo in Zakavkazjem. 
Plemstvo je bilo razdeljeno v štiri fevdalne razrede. Na najvišjem položaju je bil kan, kateremu so sledili sultani, begi in mirze. Drug del prebivalstva so bili qara xalıq – navadni ljudje. 

### Vera
Državna vera je bil islam. Po ruski osvojitvi kanata leta  1556 je islam v veliki meri zamenjalo rusko pravoslavno krščanstvo. V regiji je trenutno dokaj velika muslimanska manjšina.

## Zgodovina
V 1530. letih je Astrahanski kanat sodeloval s Krimskim kanatom in Nogajsko hordo na pohodu proti Rusom. Kasneje se je spopadal s svojimi nekdanjimi tatarskimi zavezniki.  Leta 1552 je car Ivan IV. Ruski, bolj znan kot Ivan Grozni, osvojil Kazan. Kamlu zatem je oblast v Astrahanu prevzelo prorusko usmerjeno plemstvo. 
Ivan Grozni je v Astrahan poslal svojo vojsko in za vazalnega vladarja Astrahanskega kanata leta 1554 imenoval Derviš kana. Prorusko astrahansko plemstvo in nogajski plemenski poglavarji so s pomočjo ruske vojske zasedli Astrahan. Ko je krimska grožnja Astrahanskemu kanatu minila, je poskušal Derviš kan s pomočjo  Krimskega kanata izriniti Ruse. Ivan Grozni je proti njim poslal svoje strelce in kozake, ki so leta 1556 osvojili Astrahanski kanat in ga  priključili k Ruskemu carstvu. Prestolnico Hadžitarhan so oblegali in po osvojitvi požgali. Derviš kan je pobegnil v azovski grad. Po padku kanata so Tatare napadli Kalmiki, ki so pregnali nogajske nomade.  
Veliko Nogajcev je bilo preseljenih v Kazahstan in Dagestan. V Astrahanski oblasti še vedno živi približno 70.000 Astrahanskih Tatarov. 
Sodobni Astrahan stoji približno 12 km od nekdanje prestolnice Hadžitarhan.

## Sklic
1. ↑  Thomas Welsford.  Four Types of Loyalty in Early Modern Central Asia: The Tūqāy-Tīmūrid ...

## Vir
- О. Ю. Шмидт, gl. ur. Астраханское царство.  Большая советская энциклопедия: В 66 томах (65 т. и 1 доп.). М.: Советская энциклопедия, 1926—1947.